# ناو يونايتد
ناو يونايتد ناو يونايتد وبالعربي مُتحدون الآن سميت الفرقة بهذا الأسم دلالة على اتحاد العالم وذلك لأختلاف دول جميع الأعضاء، هي فرقة بوب عالمية قام بإنشائها سيمون فولر، ترسّمت الفرقة في الأول من سبتمبر عام 2017، فالفرقة مكونه في الأصل من ١٤ عضو من ١٤ دوله مختلفه والان هي مكونة من ١٨ عضو من ١٨ دولة مختلفه، تعد الفرقة أول فرقة عالمية اعضاءها من مختلف دول العالم. من أشهر أغاني الفرقة من يفكر في هذا الحب قالب:Who Would Think That Love.
اصدرت أول أغنية للفرقة في ديسمبر 2017 وهي الصيف في المدينة
وأيضًا تعاونوا ناو يونايتد مع الفنان العالمي RedOne ريدوان والفنان الرابر الهندي Badshah والديجي العالمي R3HAB ريهاب

## بداية الفرقة
في منتصف عام 2016 بدأ سيمون فولر مؤسس امريكان ايدول ومدير فرقة سبايس جيرلز بدأ بالبحث عن مواهب لينشئ فرقة أحلامه!
فرقة بوب عالمية تضم شبابًا من مختلف أنحاء العالم وتقم إختيار عددًا منهم من خلال المنصات الرقمية فيسبوك، انستغرام، تيك توك، يوتيوب وغيرها...
وقام سيمون بتوظيف 20 شخصًا للسفر حول العالم لمدة 18 شهرًا مع إجراء إختبارات للمرشحين وفي أغسطس 2017 قام بجمعهم في مقر الشركة في لوس انجلوس ليجري لهم اختبارات مع عددًا من الراقصين والمغنين المحترفين ليستكشفوا الأشخاص المميزين من أجل تكوين الفرقة.

## إعلان الأعضاء
بعدما قاموا بإجراء الاختبارات بدأت الفرقة بإعلان أعضائها وترميز كل عضو برقم بلده، وقاموا بإختيار 11 شخص وهكذا نصل إلى أن الأعضاء (جوش، جولين) لم يتم البحث في دولهم (كندا، فنلندا)
فكان جوش مرشّح من أمريكا حيث انه نصف أمريكي ونصف كندي وجولين ترشحت من المكسيك (جنسية زوج والدتها)، لكن لم يشأ سايمون أن يفرط بمواهبهم وضمهم كمرشحين من دولهم الأم (كندا، فنلندا) وأيضًا لم يشأ التفريط بموهبة شيفاني الراقصة الهندية فقام بضمها كمرشح من الهند، وهكذا أصحبت الفرقة مكونة من 14 عضوًا، وفي سنة 2019 بدأوا البحث عن عضوًا جديد يحمل الجنسية الاستراليه ليصبح بذلك العضو الخامس عشر، وفي يوم 28/2/2020 تم الإعلان عن العضوة الأستراليه سافانا كلارك، في 27/11/2019 تم اعلان البحث عن عضو ليمثل شرق الأوسط وشمال افريقيا وفي 21/9/2020 تم الإعلان عن العضوة نور اردكاني من لبنان، وبعد مايقارب ثلاثة أشهر انضمت العضوة ميلاني توماس في 29/11/2020 لتمثل ساحل العاج

## الأعضاء
| العضو            | الاسم الكامل              | الدولة                     | موقعه في الفرقة                            | تاريخ ولادته   | مكان الولادة                                   |
| ---------------- | ------------------------- | -------------------------- | ------------------------------------------ | -------------- | ---------------------------------------------- |
| ديارا سيلا       | مام ديارا سيلا            | السنغال                    | صوت رئيسي، راقصة أساسية                    | 30 يناير 2001  | باريس، فرنسا                                   |
| لمار موريس       | لمار موريس                | المملكة المتحدة            | صوت فرعي، راقص قيادي، رابر فرعي            | 1 ديسمبر 1999  | لندن، انجلترا                                  |
| سابينا هيدالقو   | ماريا سابينا هيدالقو بانو | المكسيك                    | صوت قيادي، راقصة قيادية                    | 20 سبتمبر 1999 | غوادالاخارا، المكسيك                           |
| شيفاني باليوال   | شيفاني سوريش باليوال      | الهند                      | راقصة قيادية، رابر                         | 13 مارس 2002   | اودايبور، راجستان، الهند                       |
| صوفيا بلوتنيكوفا | صوفيا بلوتنيكوفا          | روسيا                      | راقصة قيادية                               | 23 اكتوبر 2002 | موسكو، روسيا                                   |
| آني غابريلي      | آني غابريلي روليم سواريس  | البرازيل                   | صوت رئيسي، راقصة قيادية                    | 9 اكتوبر 2002  | ساو باولو، البرازيل                            |
| نواه يوريا       | نواه جيكوب يوريا          | الولايات المتحدة الامريكية | صوت قيادي، راقص قيادي، رابر داعم           | 31 مارس 2001   | اورانج، كاليفورنيا، الولايات المتحدة الامريكية |
| كريستيان وانغ    | وانغ نانجون               | الصين                      | صوت فرعي، راقص قيادي                       | 22 يناير 2000  | بكين، الصين                                    |
| بايلي ماي        | بايلي توماس ماي           | الفلبين                    | صوت رئيسي، راقص قيادي                      | 6 اغسطس 2002   | سيبو، الفلبين                                  |
| هينا يوشيهارا    | يوشيهارا هينا             | اليابان                    | راقصة قيادية                               | 12 اكتوبر 2001 | نيزا، سايتاما، اليابان                         |
| هييون جيونغ      | جيونغ هييون               | كوريا الجنوبية             | صوت قيادي، راقصة قيادية، قائدة ثانية للرقص | 1 اكتوبر 1996  | دايجون، كوريا الجنوبية                         |
| سينا داينرت      | سينا ماريا داينرت         | المانيا                    | راقصة قيادية                               | 24 اغسطس 1997  | كارلسروه، ألمانيا                              |
| جولين لوكاما     | جولين فيفي صوفيا لوكاما   | فنلندا                     | راقصة قيادية                               | 12 يوليو 2001  | توركو، فنلندا                                  |
| جوش بيوشامب      | جوشوا كايل بيوشامب        | كندا                       | راقص اساسي، قائد الرقص الأول               | 31 مارس 2000   | البرتا، كندا                                   |
| سافانا كلارك     | سافانا كلارك باردوت       | أستراليا                   | صوت قيادي راقصة قيادية                     | 9 يوليو 2003   | سيدني، استراليا                                |
| نور اردكاني      | نور عصام اردكاني          | لبنان                      | صوت قيادي راقصة قيادية                     | 30 نوفمبر 2001 | بيروت، لبنان                                   |
| ميلاني توماس     | ميلاني توماس              | ساحل العاج                 | راقصة فرعية، مغنية فرعية                   | 24 أكتوبر 2003 | ابيدجان، ساحل العاج                            |
| اليكس ماندون     | اليكس ماندون ري           | اسبانيا                    | راقص                                       | 10 يوليو 2005  | مايوركا، اسبانيا                               |

## وصلات خارجية
- ناو يونايتد على موقع ميوزك برينز (الإنجليزية)
- ناو يونايتد على موقع ديسكوغز (الإنجليزية)
- الموقع الرسمي